# АЭС Энрико Ферми (США)
АЭС Энрико Ферми (англ. Enrico Fermi Nuclear Generating Station) — действующая атомная электростанция на северо-востоке США. Названа так в честь итальянского физика-ядерщика. В честь учёного также названа одна из итальянских АЭС.
Станция расположена на побережье озера Эри в округе Монро штата Мичиган, в 30 милях на юг от Детройта. 

## Информация об энергоблоках
| Энергоблок | Тип реакторов         | Мощность | Мощность | Начало строительства | Физпуск    | Подключение к сети | Ввод в эксплуатацию | Закрытие   |
| Энергоблок | Тип реакторов         | Чистый   | Брутто   | Начало строительства | Физпуск    | Подключение к сети | Ввод в эксплуатацию | Закрытие   |
| ---------- | --------------------- | -------- | -------- | -------------------- | ---------- | ------------------ | ------------------- | ---------- |
| Ферми-1    | FBR, Liquid Metal FBR | 60 МВт   | 65 МВт   | 01.12.1956           | 23.08.1963 | 05.08.1966         | —                   | 29.11.1972 |
| Ферми-2    | BWR, BWR-4 (Mark 1)   | 1122 МВт | 1198 МВт | 26.09.1972           | 21.06.1985 | 21.09.1986         | 23.01.1988          | —          |